# ئه‌ایچی ایموتو
ایموتو ئه‌ایچی (به ژاپنی: 井本英一) (زاده ۱۹۳۰-۷-۲۰ - درگذشته ۲۰۱۴-۱-۲۶) متخصص تمدن و فرهنگ ایران باستان، سنت‌ها و اعتقادات ایرانیان و روابط تاریخی ایران و ژاپن بود. او تحصیلات خود را ابتدا در دانشگاه کیوتو و سپس در دانشگاه تهران به پایان رساند. پس از بازگشت به ژاپن ابتدا در دانشگاه هیروشیما به کار پرداخت. او استاد بخش زبان فارسی و ایران‌شناسی دانشگاه مطالعات خارجی اوساکا، و پس از آن دانشگاه مومویاما گاکوئین بود. حاصل تحقیق استاد ایموتو در تمدن و فرهنگ ایران و فولکلور ایران و ژاپن تاکنون در صدها مقاله و ده‌ها کتاب انتشار یافته است.

## کارها و دستاوردها
وی در سال ۲۰۰۸ جایزه بین‌المللی جشنواره فارابی را، و در بهار سال ۲۰۱۰ یکی از نشان‌های امپراتور را دریافت نموده است.
1. ژاپن باستان و ایران[۳]
2. مرگ و تولد مجدد: ایمان و آداب اوراسیا
3. آسوکا و پرشیا: ساختار مرگ و تولد مجدد
4. مرز و فضا در مراسم مذهبی
5. اسطوره پادشاهی
6. در جستجوی آغاز آداب و رسوم
7. اسطوره‌شناسی خواب
8. دربارهٔ قصه‌های مقدس
9. نجس بودن و تقدس
10. اشکال اسطوره

- Cinii